# جامپ اسکوئر
جامپ اسکوئر (به ژاپنی: ジャンプスクエア Janpu Sukuea) که به صورت خلاصه شده جامپ اس‌کیو نوشته می‌شود، نام یک مجله شونن مانگا ژاپنی است که توسط انتشارات شوئیشا منتشر می‌شود. این مجله برای اولین بار در ۲ نوامبر ۲۰۰۷ به عنوان جایگزین ماهنامه شونن جامپ به شمار رفت که یکی دیگر از مجله‌های مانگا بود که چاپ آن توسط شوئیشا در ژوئن همان سال متوقف شد. سری مانگاهایی که این مجله شامل آن می‌شود، خوانندگان مرد جوان را هدف قرار می‌دهد و معمولاً در یک دنیای فانتزی همراه با تعداد زیادی صحنه‌های اکشن اتفاق می‌افتد.